# Christine Evangelista
Christine Evangelista (Nueva York; 27 de octubre de 1986) es una actriz estadounidense, conocida por su papel como Sherry en The Walking Dead y Fear the Walking Dead.

## Vida y Carrera
Evangelista nació en la ciudad de Nueva York y se graduó en Herbert Berghof School of Acting. Ella ha realizado en varios programas de off-Broadway y más tarde hizo apariciones especiales en Law & Order, White Collar, Royal Pains, The Good Wife , Blue Bloods , 666 Park Avenue , y ella también hizo un papel regular en la serie  de televisión estadounidense The Kill Point correspondiente a la cadena de televisión Spike TV en 2007. también interpretó papeles secundarios en películas The Good Guy (2009), The Joneses (2009) y actuó en películas independientes Goodbye Baby (2007), Escapee (2011), y Alter Egos (2012).
En 2013, Evangelista interpretó a un personaje regular en la serie de la cadena de televisión australiana ABC Lucky 7 una serie de corta duración
En 2014, interpretó a un personaje recurrente llamado Allison Rafferty en la serie de la cadena estadounidense NBC Chicago Fire. ella tenía el papel principal en la película independiente Red Butterfly (2014), y más adelante tuvo papeles secundarios en películas The Intern y Bleed for This.
En 2015, Evangelista coprotagonizó junto a Christine Lahti y Terry O'Quinn en el piloto de una serie de drama de la ABC, The Adversaries.  Más tarde ese año, fue elegida como Grey en la serie piloto de la cadena de televisión estadounidense E! The Arrangement, que se describe como una cenicienta de los tiempos modernos, en donde una joven actriz se convierte como protagonista femenina en un éxito del verano frente al actor más destacado en Hollywood y finalmente fue convocada para interpretar a "Sherry" en la serie de televisión The Walking Dead perteneciente a la cadena de televisión de la AMC en el que actualmente actúa como un personaje recurrente.

## Filmografía
| Año         | Título                | Rol                 | Notas                                                                        |
| ----------- | --------------------- | ------------------- | ---------------------------------------------------------------------------- |
| 2005        | Law & Order           | Lindsay Doyle       | Episode: "House of Cards"                                                    |
| 2006        | Conviction            | Alyssa Burnside     | Episodio: "The Wall"                                                         |
| 2007        | Goodbye Baby          | Melissa             |                                                                              |
| 2007        | The Kill Point        | Ashley Beck         | 8 episodios                                                                  |
| 2008        | The 9th Circle        | Espantapájaros      | cortometraje                                                                 |
| 2008        | Canterbury's Law      | Kathy Delgato       | Episodio: "Sweet Sixteen"                                                    |
| 2008        | Awilda and a Bee      | Chica               | cortometraje                                                                 |
| 2009        | This Is Madness       | Recepcionista       | cortometraje                                                                 |
| 2009        | Arranged: The Musical | Christine           | cortometraje                                                                 |
| 2009        | The Good Guy          | Brooke              |                                                                              |
| 2009        | Law & Order           | Adrian Hemmings     | Episodio: "All New"                                                          |
| 2009        | The Joneses           | Naomi Madsen        |                                                                              |
| 2010        | Harvest               | Tina                |                                                                              |
| 2010        | White Collar          | Veronica Naylon     | Episodio: "Copycat Caffrey"                                                  |
| 2010        | Royal Pains           | Michelle            | Episodio: "The Hankover"                                                     |
| 2010        | The Good Wife         | Madeleine           | Episodio: "Double Jeopardy"                                                  |
| 2011        | Blue Bloods           | Jolene              | Episodio: "Little Fish"                                                      |
| 2011        | Escapee               | Abby Jones          |                                                                              |
| 2011        | Underground           | Jenna Hughes        |                                                                              |
| 2012        | Dumb Girls            | Michelle            | serie piloto                                                                 |
| 2012        | Alter Egos            | Emily               |                                                                              |
| 2012-2013   | 666 Park Avenue       | Libby Griffith      | 2 episodios                                                                  |
| 2013        | All Hallows' Eve      | Espantapájaros      |                                                                              |
| 2013        | Lucky 7               | Mary Lavecchia      | Personaje regular, 6 episodios                                               |
| 2014        | Chicago Fire          | Allison Rafferty    | Rol recurrente, 5 episodios                                                  |
| 2014        | Red Butterfly         | Cleo McKenna        |                                                                              |
| 2015        | The Adversaries       | Emma Fisher         | serie piloto                                                                 |
| 2015        | The Intern            | Mia                 |                                                                              |
| 2016        | Bleed for This        | Ashley              |                                                                              |
| 2015        | The Adversaries       | Emma Fisher         | Piloto de televisión no vendido                                              |
| 2015 - 2017 | The Walking Dead      | Sherry              | Rol recurrente, 4 episodios (temporada 6 -7)                                 |
| 2017 - 2018 | The Arrangement       | Megan Morrison West | Protagonista; 20 episodios                                                   |
| 2019 - 2023 | Fear the Walking Dead | Sherry              | Voz, 1 episodio (temporada 5) Principal, 25 episodios (temporada 6-presente) |